# Neomirandea
Neomirandea là một chi thực vật có hoa trong họ Cúc (Asteraceae).

## Loài
Chi Neomirandea gồm các loài: